# تمساح مورلت
تمساح مورلت (نام علمی: Crocodylus moreletii) نام یک گونه از سرده گاندوها است.